# Liste des œuvres de Friedrich Nietzsche
Pour un article plus général, voir Friedrich Nietzsche.
Cette page présente la liste des œuvres de Friedrich Nietzsche

## Écrits de jeunesse
- Aus meinem Leben, 1858
- Über Musik, 1858
- Napoleon III als Praesident, 1862
- Fatum und Geschichte, 1862
- Willensfreiheit und Fatum, 1862 (Liberté de la Volonté et Fatum)
- Kann der Neidische je wahrhaft glücklich sein ?, 1863
- Über Stimmungen, 1864 (Sur les Tonalités de l’Âme)
- Dem unbekannten Gotte, 1864 (Au dieu inconnu)
- Mein Leben, 1864

## Philosophie
- Homère et la philologie classique, (Homer und die klassische Philologie) leçon inaugurale « Sur la personnalité d'Homère » prononcée le 28 mai 1869 et imprimée aux frais de Nietzsche fin décembre.
- Le Drame musical grec, conférence donnée le 18 janvier 1870 à Bâle
- Socrate et la tragédie, conférence donnée le 1er février 1870 à Bâle
- La Conception dionysiaque du monde, 1870
- La Naissance de la tragédie ou Hellénité et pessimisme (Première édition : Die Geburt der Tragödie aus dem Geiste der Musik, 1872. Deuxième édition : Die Geburt der Tragödie. Oder : Griechenthum und Pessimismus, 1886, avec la préface Essai d'autocritique - Versuch einer Selbstkritik)
- Sur l'avenir de nos établissements d'enseignement (Über die Zukunft unserer Bildungsanstalten, conférences)
- Cinq préfaces à cinq livres qui n'ont pas été écrits (Fünf Vorreden zu fünf ungeschriebenen Büchern, 29 décembre 1872) :
  - I. — La Passion de la vérité (Über das Pathos der Wahrheit)
  - II. — Réflexions sur l'avenir de nos établissements d'enseignement (Gedanken über die Zukunft unserer Bildungsantstalten)
  - III. — L'État chez les Grecs (Der griechische Staat)
  - IV. — Le Rapport de la philosophie de Schopenhauer à une culture allemande (Das Verhältnis der Schopenhauerischen Philosophie zu einer deutschen Cultur)
  - V. — La joute chez Homère (Homer's Wettkampf)
- Un mot de nouvel An au rédacteur de l'hebdomadaire « Im neuen Reich » (publié dans Musikalisches Wochenblatt, 17 janvier 1873)
- Appel aux Allemands, (octobre 1873, non publié)
- Cours de rhétorique, trimestre d'hiver 1872 - 1873
- Vérité et mensonge au sens extra-moral (Über Wahrheit und Lüge im aussermoralischen Sinn), inachevé,
- La philosophie à l'époque tragique des Grecs (Die Philosophie im tragischen Zeitalter der Griechen)
- Considérations inactuelles (Unzeitgemässe Betrachtungen) :
  - I. — David Strauss, l'apôtre et l'écrivain, 1873
  - II. — De l'utilité et des inconvénients de l'histoire pour la vie, 1873 (traduction française sur Wikisource)
  - III. — Schopenhauer éducateur, 1874
  - IV. — Richard Wagner à Bayreuth, 1876
- Humain, trop humain. Un livre pour esprits libres (Menschliches, Allzumenschliches. Ein Buch für freie Geister, 1878)
  - Opinions et sentences mêlées (Vermischte Meinungen und Sprüche)
  - Le Voyageur et son ombre (Der Wanderer und sein Schatten)
- Aurore. Pensées sur les préjugés moraux (Morgenröte. Gedanken über die moralischen Vorurtheile, 1881)
- Le Gai Savoir « la gaya scienza »  (Die fröhliche Wissenschaft « la gaya scienza », 1882)
- Ainsi parla Zarathoustra. Un livre pour tous et pour personne[1] (Also sprach Zarathustra. Ein Buch für Alle und Keinen, 1885)
- Par-delà bien et mal. Prélude d'une philosophie de l'avenir (Jenseits von Gut und Böse. Vorspiel einer Philosophie der Zukunft, 1886)
- Généalogie de la morale. Un écrit polémique (Zur Genealogie der Moral. Eine Streitschrift, 1887)
- Le Crépuscule des idoles, ou comment philosopher à coup de marteau (Götzen-Dämmerung oder wie man mit dem Hammer philosophiert, 1888)
- L'Antéchrist. Imprécation contre le christianisme (Der Antichrist. Fluch auf das Christenthum, écrit en 1888, publié en 1895)
- Ecce homo. Comment on devient ce que l'on est (Ecce Homo. Wie man wird, was man ist, 1888)
- Le Cas Wagner (Der Fall Wagner. Ein Musikanten-Problem)
- Nietzsche contre Wagner (Nietzsche contra Wagner)
- Fragments posthumes

## Cas deLa Volonté de puissance
- Sous le titre La Volonté de puissance (Der Wille zur Macht), Nietzsche a projeté une œuvre  en 1888, qu'il a abandonnée, avant de sombrer dans la folie en janvier 1889. Les éditions publiées sous ce titre sont des compilations de textes épars, tronqués et transformés par la sœur du philosophe, Elisabeth Förster-Nietzsche, et visant à déformer gravement la pensée du philosophe[2].

## Philologie
- De fontibus Laertii Diogenii
- Über die alten hexametrischen Nomen
- Über die Apophthegmata und ihre Sammler
- Über die literarhistorischen Quellen des Suidas
- Über die Quellen der Lexikographen

### Traductions françaises des écrits philologiques de Nietzsche
- Homère et la philologie classique. Encyclopédie de la philologie classique, Écrits philologiques, tome IV, texte établi d’après les manuscrits par Francisco Arenas-Dolz et Paolo D’Iorio, trad. fr. Marc de Launay, présentation et notes par Paolo D’Iorio et Francesco Fronterotta, Paris, Les Belles Lettres, 240 p., 2022  (ISBN 978-2251453217)
- La joute d'Homère et Hésiode, Écrits philologiques, tome V, établissement des textes, traductions de l’allemand, du grec et du latin, présentations et notes par Anne Merker, écrits philologiques sous la direction de Paolo D’Iorio et Anne Merker, Paris, Les Belles Lettres, 354 p., 2024  (ISBN 978-2251456003)
- Platon, Écrits philologiques, tome VIII, introduction et notes par Anne Merker, trad. fr. Anne Merker, Paris, Les Belles Lettres, 280 p., 2019  (ISBN 978-2251449944)
- Rhétorique, Écrits philologiques, tome X, introduction et notes par Anne Merker, trad. fr. Anne Merker, préf. Anne Merker, Les Belles Lettres, 320 p., 2020  (ISBN 978-2251449951)
- Histoire de la littérature grecque, Écrits philologiques, tome XI, trad. fr. Marc De Launay, texte établi par Carlotta Santini, introduction et notes de Carlotta Santini, Les Belles Lettres, 420 p., 2021  (ISBN 978-2251451978)

## Poésie
- Idyllen aus Messina
- Dionysos-Dithyramben
- Les Poésies de Nietzsche ont été traduites en français par Georges Ribemont-Dessaignes, éd. Champ libre, 1984.
  - Autre traduction: Dithyrambes de Dionysos (1882-1888) suivi de Poèmes et fragments poétiques posthumes, trad. Jean-Claude Hémery, in Œuvres philosophiques complètes, t. VIII, 2, Gallimard, 1975; rééd. coll. « Poésie/Gallimard », 1998
  - Poèmes complets, éd. bilingue, texte et traduction nouvelle intégrale, introduction et annotations par Guillaume Métayer, Paris, Les Belles Lettres, coll. Bibliothèque allemande, 970 p., 2019  (ISBN 978-2251449449)

## Musique
Voir la Liste des œuvres musicales de Friedrich Nietzsche

## Éditions
Textes allemands
- Nietzsche's Werke, Naumann (sur Commons)
- édition d'Alfred Kröner (19 volumes)
- édition Schlechta
- édition Colli-Montinari (édition de référence) :
  - Werke. Kritische Gesamtausgabe (abréviation : KGW), hg. von Giorgio Colli und Mazzino Montinari. Berlin und New York 1967.
  - Sämtliche Werke, Kritische Studienausgabe in 15 Bänden (abréviation : KSA), hg. von Giorgio Colli und Mazzino Montinari. München und New York 1980.  (ISBN 3-423-59044-0).

Textes français
- Œuvres complètes de Frédéric Nietzsche, publiées sous la direction de Henri Albert, Paris, Société du Mercure de France (en cours d'édition sur Wikisource)
- Œuvres philosophiques complètes, Gallimard, traduction de l'édition Colli-Montinari, sous la responsabilité de Gilles Deleuze et Maurice de Gandillac.
- Correspondance avec Malwida von Meysenbug  (trad. Ludovic Frère), Paris, Allia, 2005, 352 p. (ISBN 2844852009)
- Fragments posthumes sur l’éternel retour  (trad. Matthieu Serreau, Lionel Duvoy), Paris, Allia, 2003, 3e éd., 144 p. (ISBN 9791030407594)
- La Vision dionysiaque du monde  (trad. Lionel Duvoy), Paris, Allia, 2004, 5e éd., 80 p. (ISBN 9791030401110)
- Le Cas Wagner  (trad. Lionel Duvoy), Paris, Allia, 2007, 80 p. (ISBN 9782844852427)
- Première Considération inactuelle, Paris, Allia, 2009, 160 p. (ISBN 9782844853226)

Partitions de musique
- Der musikalische Nachlass, Bärenreiter-Verlag Basel, 1976.

## Correspondance
- Correspondance de Nietzsche

## Discographie
- Friedrich Nietzsche, Compositions of His Mature Years, 2 volumes. Par Lauretta Altman and Wolfgang Bottenberg, Albany Music, 1996 et 1997.
- Dietrich Fischer-Dieskau, Lieder par Dietrich Fischer-Dieskau et Aribert Reimann, EMI Classics.
- Friedrich Nietzsche, Lieder-Klavierwerke-Melodrama par Dietrich Fischer-Dieskau, Phillips, 1996.